# Halhul
Halhul (arabisch حلحول, DMG Ḥalḥūl) ist eine Stadt innerhalb des Gouvernements Hebron der Palästinensischen Autonomiebehörde bzw. des Staates Palästina. Sie befindet sich im Süden des Westjordanlandes, 5 Kilometer nördlich von Hebron. Sie liegt 916 m über dem Meeresspiegel und ist der am höchsten gelegene bewohnte Ort in Palästina. Das Alter der Siedlung wird auf ca. 5000 Jahre geschätzt. Sie wird auch in der Bibel unter ihrem heutigen Namen erwähnt.
Die Gräber der biblischen Propheten Gad und Natan befinden sich in Halhul. Die Grabstätten, die früher in der Liste der heiligen Stätten unter israelischer Herrschaft ausgewiesen waren, unterstehen jetzt der Palästinensischen Autonomiebehörde.
Nach Angaben des Palästinensischen Zentralbüros für Statistik hat die Stadt zur Jahresmitte 2017 27.031 Einwohner. Bis 2020 stieg diese Zahl auf 29.000 Einwohner.

## Geschichte
Nach der Bibel war Halhul eine Stadt im Stammesgebiet von Juda, die sich im Judäischen Hügelland in der Nähe von Beth Zur befand. Der Bibelwissenschaftler Edward Robinson identifizierte die moderne Stadt mit dem im Buch Josua erwähnten Ort Halhul. John Kitto bemerkte, dass der moderne Name mit dem in der Bibel in Hebräische angegebenen identisch ist, somit ist der Name seit mehr als 3.300 Jahren unverändert geblieben.
Halhul wurde zusammen mit Jerusalem und dem Tempel von Jerusalem von Nebukadnezar II. während seiner Invasion des Königreichs Juda 587 v. Chr. zerstört. Die Stadt wird in Chroniken der Kämpfe zwischen dem Seleukidenreich und dem Ptolemäerreich erneut erwähnt. Sie wurde von Judas Makkabäus nach seinem Sieg in der Schlacht von Beth Zur in der Nähe befestigt.
Die Stadt fiel später unter die Herrschaft des Königreichs Jerusalem, des Osmanischen Reichs und des Britischen Weltreichs. Seit dem Sechstagekrieg im Jahr 1967 ist Halhul zusammen mit dem Rest der Westbank unter israelischer Besatzung. Seit September 1995 unterliegen Halhul und seine unmittelbare Region, die heute als Gebiet A bekannt ist, der Verwaltung der Palästinensischen Autonomiebehörde. Während der Zweiten Intifada konfiszierte Israel Land in Halhul.

## Einwohnerentwicklung
| Zensusjahr | Einwohnerzahl |
| ---------- | ------------- |
| 1922       | 1.927         |
| 1961       | 5.387         |
| 1997       | 15.682        |
| 2007       | 22.128        |
| 2017       | 27.031        |